# Солцаев, Мималт Мусаевич
Мима́лт Муса́евич Солца́ев (20 мая 1938 — 11 декабря 2013) — советский и российский театральный режиссёр. Народный артист РСФСР (1989). Лауреат Государственной премии РСФСР им. К. С. Станиславского (1983).

## Биография
Родился 20 мая 1938 года. В 1963 году окончил режиссёрский факультет ЛГИТМиКа (мастерская Георгия Товстоногова). В 1965 году ему предложили стать главным режиссёром Казанского драматического театра имени В. И. Качалова. Он принял приглашение и переехал в Казань.
Через некоторое время он вернулся в Грозный и до 1991 года с перерывами был главным режиссёром Чечено-Ингушского государственного драматического театра имени Х. Нурадилова. В 1967 году стал главным режиссёром Ленинградского Малого драматического театра.
В начале 1990-х годов начал педагогическую деятельность при Московском государственном институте культуры и искусств (МГИКиИ), стал профессором. Добился открытия чеченской студии «Нахи» при МГИКиИ, где подготавливал молодые профессиональные кадры.
С 2006 года и до конца жизни являлся главным режиссёром Грозненского русского драматического театра имени М. Ю. Лермонтова.
Солцаев — автор ряда пьес, которые впоследствии были им же поставлены на сцене («Инспектор ОБХСС», «Рыцари Кавказских гор», «Асланбек Шерипов»).
Скончался 11 декабря 2013 года.

## Награды
- народный артист РСФСР (13 января 1989 года)
- заслуженный деятель искусств РСФСР (28 января 1983 года)
- Государственная премия РСФСР имени К. С. Станиславского (1983) — за спектакль «Лениниана», поставленный на сцене Чечено-Ингушского драмтеатра имени Х. Нурадилова.
- Государственная премия Чеченской Республики
- множество дипломов